# Brateljevići
Brateljevići är en ort i Bosnien och Hercegovina.   Den ligger i entiteten Federationen Bosnien och Hercegovina, i den centrala delen av landet, 50 km nordost om huvudstaden Sarajevo. Brateljevići ligger 691 meter över havet och antalet invånare är 424.
Terrängen runt Brateljevići är kuperad. Närmaste större samhälle är Kladanj, 4,3 km öster om Brateljevići. 
I omgivningarna runt Brateljevići växer i huvudsak blandskog. Runt Brateljevići är det ganska tätbefolkat, med 93 invånare per kvadratkilometer.